# 氷川神社 (さいたま市西区島根)
氷川神社（ひかわじんじゃ）は、埼玉県さいたま市西区の神社。

## 歴史
811年（弘仁2年）に創建されたと伝えられている。足立太郎秀盛が自分の所領に武蔵国一宮氷川神社の分霊を勧請したという。
かつては社領120石を有する大神社であった。ところが兵火に遭い、神職は岩付（現・埼玉県さいたま市岩槻区）に避難し、すっかり衰微してしまった。その後、代官頭伊奈忠次が当地を視察した際、この状況を把握し、岩付から神職を呼び戻して当社を再建したという。
1873年（明治6年）、近代社格制度に基づく「村社」に列せられ、1876年（明治9年）に周辺の4社を合祀、1907年（明治40年）の神社合祀により、3社が合祀された。

## 交通アクセス
- 路線バス六部堂停留所より徒歩6分。